# Президентские выборы в Алжире (1999)
Президентские выборы в Алжире прошли 15 апреля 1999 года. Кандидат Абдель Азиз Бутефлика был избран президентом Алжира при явке 60,9 %.

## Кандидаты
Лидером был бывший министр иностранных дел Абдельазиз Бутефлика, которого поддерживали многие военные и истеблишмент. Бутефлика заручился поддержкой двух основных партий правящей коалиции и заявил, что будет работать над повышением доверия к правительству и не исключает возможности общения с кем-либо. Проправительственные газеты охарактеризовали Бутефлику как «кандидата национального согласия».
Среди других кандидатов был Ахмед Талеб Ибрахими, бывший министр образования и иностранных дел, которого поддержал объявленный вне закона Исламский фронт спасения (ИФС). Он поддержал отказ военных от политики. Другой кандидат Абдалла Джабалла, основатель Движения за национальные реформы, призвал к формированию правительства национального единства.
Кандидатами были два бывших премьер-министра Мулуд Хамруш, премьер-министр с 1989 по 1991 год, был бывшим членом правящего Фронта национального освобождения (FLN), который поссорился с лидерами партии. Мокдад Сифи был премьер-министром с 1993 по 1995 год и был поддержан частью Национального собрания за демократию (RND), которое не поддерживало Бутефлику.
Юсеф Хатиб был беспартийным кандидатом и бывшим советником предвыборной кампании президента Зеруала 1995 года. Наконец, Хосин Айт Ахмед, основатель Фронта социалистических сил, провела кампанию, призывая Алжир не быть ни военной диктатурой, ни исламским фундаменталистским государством. Ближе к концу кампании у Ахмеда случился сердечный приступ, и ему пришлось ехать в Швейцарию на лечение.

## Вывод
Менее чем за 24 часа до выборов шесть из семи кандидатов в президенты отказались от участия, заявив, что выборы будут нечестными. Кандидаты утверждали, что фальсификация выборов со стороны армии обеспечила Бутефлике победу на выборах. Среди прочего они сказали, что списки избирателей дополнялись и печатались дополнительные бюллетени в поддержку Бутефлики.
Уходящий президент Зеруаль отказался встретиться с кандидатами для обсуждения их претензий и раскритиковал кандидатов за снятие, назвав этот шаг незаконным.

## Результаты выборов
Официальные данные показали, что явка составила чуть более 60 %, и Бутефлика победил. Однако другие кандидаты заявили, что явка была очень низкой, а Ибрахими сказал, что на самом деле она составляла всего около 25 %.
Результаты президентских выборов в Алжире 15 апреля 1999 года
| Кандидат                                            | Кандидат                       | Субъект выдвижения                       | Голосов    | %      |
| --------------------------------------------------- | ------------------------------ | ---------------------------------------- | ---------- | ------ |
|                                                     | Абдель Азиз Бутефлика          | Национальное демократическое объединение | 7 445 045  | 73,8'  |
|                                                     | Ахмед Талеб Ибрахими           | самовыдвижение                           | 1 265 594  | 12,5   |
|                                                     | Абдалла Джабалла               | Движение за национальную реформу         | 400 080    | 4,0    |
|                                                     | Хосин Айт Ахмед                | Фронт социалистических сил               | 321 179    | 3,2    |
|                                                     | Мулуд Хамруш                   | самовыдвижение                           | 314 160    | 3,1    |
|                                                     | Мокдад Сифи                    | самовыдвижение                           | 226 139    | 2,2    |
|                                                     | Юсеф Хатиб                     | самовыдвижение                           | 121 414    | 1,2    |
| Всего голосов/явка избирателей                      | Всего голосов/явка избирателей | Всего голосов/явка избирателей           | 10 093 611 | 60,9 % |
| Источник: Президентские выборы в Алжире в 1999 году |                                |                                          |            |        |